# Die 48 Gesetze der Macht
Die 48 Gesetze der Macht oder auch Power – Die 48 Gesetze der Macht (englischer Originaltitel: The 48 Laws of Power) ist ein Buch aus dem Jahr 1998. Es ist das erste Buch des US-amerikanischen Schriftstellers Robert Greene, wurde durch seine Erfahrungen als Drehbuchautor in Hollywood konzipiert und soll Wege zur Erlangung oder Stärkung von gesellschaftlichem Einfluss aufzeigen. Sowohl in den USA als auch international war das Buch ein Bestseller und wurde mittlerweile in 24 Sprachen übersetzt.

## Wurzeln
Robert Greene ließ sich durch die von Niccolò Machiavelli begründete Lehre von Machtprozessen zu seinem Buch inspirieren. Insbesondere Machiavellis Der Fürst lässt sich als Urahn des Werkes bezeichnen. Darüber hinaus enthält es Einflüsse aus themenverwandten Werken von Schriftstellern wie Baltasar Gracián ('Kunst der Weltklugheit'), Sūn Wŭ, Miyamoto Musashi, Hán Fēi, Giacomo Casanova und vielen weiteren.

## Kernthema
Robert Greene bezeichnet sein Buch selbst als „ultimative Enzyklopädie der Macht“. Er entwickelt darin anhand von Beispielen aus der Geschichte Machtgesetze, deren Befolgung die Macht und den persönlichen Status des Lesers mehren sollen. Befolge man sie nicht, so schmälere man damit seinen Einfluss und sein Ansehen. Greene nennt diese Gesetze „zeitlos“ und behauptet, sie würden in allen Kulturen und – unabhängig von der Größe der jeweiligen Gemeinschaft – in allen menschlichen Gemeinschaften gelten.

## Inhaltlicher Aufbau
Die deutsche Ausgabe umfasst 535 Seiten. Nach einer achtseitigen Einleitung folgen die 48 Gesetze. Zu jedem Gesetz gibt es ein eigenes Kapitel. Zunächst findet man das jeweilige Gesetz mit einer zugehörigen Erläuterung, die jeweils vier bis zehn Sätze umfasst. Dann folgen historische Anekdoten zur Befolgung und Nichtbefolgung des jeweiligen Gesetzes. Im Zentrum dieser Beispiele stehen historische Figuren wie Otto von Bismarck, Katharina die Große, Kleopatra, Alexander der Große, Mao Zedong, Haile Selassie, John F. Kennedy, Henry Kissinger und diverse Trickbetrüger sowie alte chinesische Staatsmänner. Anschließend erläutert Greene die jeweiligen „Schlüssel zur Macht“ in einem entsprechenden Abschnitt. Abschließend folgt schließlich die eventuelle „Umkehrung“ des Gesetzes. Diese zeigt auf, in welchen besonderen Situationen das Befolgen nachteilig wirkt, und wann ein genau gegenteiliges Vorgehen zum Vorteil werden kann.

## Die 48 Gesetze
Nachfolgend eine Auflistung der 48 Gesetze, wie sie den jeweiligen Kapiteln im Buch vorangestellt sind:
| - Gesetz 1: Stelle nie den Meister in den Schatten. - Gesetz 2: Vertraue deinen Freunden nie zu sehr – bediene dich deiner Feinde. - Gesetz 3: Halte deine Absichten stets geheim. - Gesetz 4: Sage immer weniger als nötig. - Gesetz 5: Ohne einen guten Ruf geht nichts – schütze ihn mit allen Mitteln. - Gesetz 6: Mache um jeden Preis auf dich aufmerksam. - Gesetz 7: Lass andere für dich arbeiten, doch streiche immer die Anerkennung dafür ein. - Gesetz 8: Lass die anderen zu dir kommen – ködere sie, wenn es nötig ist. - Gesetz 9: Gewinne durch deine Taten, nicht durch deine Worte. - Gesetz 10: Ansteckungsgefahr: Meide Unglückliche und Glücklose. - Gesetz 11: Mache Menschen von dir abhängig. - Gesetz 12: Entwaffne dein Opfer mit selektiver Ehrlichkeit und Großzügigkeit. - Gesetz 13: Brauchst Du Hilfe, appelliere an den Eigennutz. - Gesetz 14: Gib dich wie ein Freund, aber handle wie ein Spion. - Gesetz 15: Vernichte deine Feinde vollständig. - Gesetz 16: Glänze durch Abwesenheit, um Respekt und Ansehen zu erhöhen. | - Gesetz 17: Versetze andere in ständige Angst: Kultiviere die Aura der Unberechenbarkeit. - Gesetz 18: Baue zu deinem Schutz keine Festung – Isolation ist gefährlich. - Gesetz 19: Mache dir klar, mit wem Du es zu tun hast: Kränke nicht die Falschen. - Gesetz 20: Scheue Bindungen, wo immer es geht. - Gesetz 21: Spiele den Deppen, um Deppen zu überlisten: Gib dich dümmer als dein Opfer. - Gesetz 22: Ergib dich zum Schein: Verwandle Schwäche in Stärke. - Gesetz 23: Konzentriere deine Kräfte. - Gesetz 24: Spiele den perfekten Höfling. - Gesetz 25: Erschaffe dich neu. - Gesetz 26: Mache dir nicht die Finger schmutzig. - Gesetz 27: Befriedige das menschliche Bedürfnis, an etwas zu glauben, und fördere einen Kult um deine Person. - Gesetz 28: Packe Aufgaben mutig an. - Gesetz 29: Plane alles bis zum Ende. - Gesetz 30: Alles muss ganz leicht aussehen. - Gesetz 31: Lass andere mit den Karten spielen, die Du austeilst. - Gesetz 32: Spiele mit den Träumen der Menschen. | - Gesetz 33: Für jeden gibt es die passende Daumenschraube. - Gesetz 34: Handle wie ein König, um wie ein König behandelt zu werden. - Gesetz 35: Meistere die Kunst des Timings. - Gesetz 36: Vergiss, was Du nicht haben kannst: Es zu ignorieren ist die beste Rache. - Gesetz 37: Inszeniere packende Schauspiele. - Gesetz 38: Denke, was Du willst, aber verhalte dich wie die anderen. - Gesetz 39: Schlage Wellen, um Fische zu fangen. - Gesetz 40: Verschmähe das Gratisangebot. - Gesetz 41: Tritt nicht in die Fußstapfen eines großen Mannes. - Gesetz 42: Erschlage den Hirten, und die Schafe zerstreuen sich. - Gesetz 43: Arbeite mit Herz und Geist der anderen. - Gesetz 44: Halte anderen einen Spiegel vor. - Gesetz 45: Predige notwendigen Wandel, aber ändere nie zu viel auf einmal. - Gesetz 46: Sei nie zu perfekt. - Gesetz 47: Schieße nie über das Ziel hinaus: Der Sieg ist der beste Zeitpunkt zum Aufhören. - Gesetz 48: Strebe nach Formlosigkeit. |